# Quercus stenophylloides
El Quercus stenophylloides és una espècie de roure, que pertany a la família de les fagàcies. Està dins del subgènere Cyclobalanopsis del gènere Quercus.

## Descripció
El Quercus stenophylloides és un arbre perennifoli que pot créixer fins als 17 m d'alçada. Les branques són primes, grises i sense pèls. Les fulles fan 7-12 per 1,5-3,5 cm, coriàcies, el·líptiques, oblongues a lanceolades. L'àpex acuminat a caudat, base arrodonida o agut, marge amb petites dents amb forma d'aresta, de color verd brillant per sobre, farinosa i amb pèls simples prostrats per sota, però en general glabrescents, entre 11 a 13 parells de venes secundaris a cada costat del nervi central, que s'estén en dents de serra, venes terciàries poc visibles a enfosquir per sota. El pecíol és sense pèl entre 1,5 a 2 cm de llarg. Les flors surten entre abril i maig. Les inflorescències femenines entre 2 a 2,5 cm de llarg, tenint 6 o 7 cúpules. Les cúpules fan entre 1 a 1,5 cm de llarg i 1,2 cm de diàmetre i són primes (menys d'1 mm), i tanquen 1/2 o menys de la nou. Tant a l'interior com a l'exterior la paret és vellutada i grisenca. Les glans fan 1,7 a 2 cm de llarg i 1,5 cm d'ample, el·lipsoïdals, sense pèl, tancat 1/2 per tassa, tassa d'entre 1 a 1,5 cm de llarg i 1,2 cm de diàmetre i prims (menys d'1 mm), a l'interior i l'exterior gris vellutada, amb 6 o 8 anells concèntrics denticulats. La cicatriu és plana de 5 mm de diàmetre, l'estilopodi persistent és gran, amb tres anells. Les glans maduren entre setembre i octubre de l'any següent.

## Distribució i hàbitat
Quercus stenophylloides és endèmic al centre i nord de Taiwan, als boscos muntanyencs perennifolis de fulla ampla, entre els (500-) 1100 i 2600 m.
Les larves de l'espècie Arhopala japonica s'alimenten de Q. stenophylloides.
En estreta relació amb Quercus salicina Bl. (= Cyclobalanopsis salicina. (Bl.) Oerst), diu que està present a Taiwan, però les plantes de Taiwan creixen en altituds més baixes (500 m) que el que és típic de l'espècie; per tant, són probablement les poblacions de Quercus stenophylloides.

## Taxonomia
Quercus stenophylloides va ser descrita per Bunzô Hayata i publicat a Icones plantarum formosanarum nec non et contributiones ad floram formosanam. 4: 21–22, a l'any 1914.
Etimologia
Quercus: nom genèric del llatí que designava igualment al roure i a l'alzina.
stenophylloides: epítet
Sinonímia
- Cyclobalanopsis stenophylla var. stenophylloides (Hayata) J.C. Liao
- Cyclobalanopsis stenophylloides (Hayata) Kudô & Masam.
- Quercus salicina var. stenophylloides (Hayata) S.S. Ying
- Quercus stenophylla var. stenophylloides (Hayata) A. Camus[3]